# 紙風船 (映画)
『紙風船』（かみふうせん）は、2011年3月26日公開の日本映画。劇作家・岸田國士の原作を基に、東京芸術大学の学生が監督した、4話のオムニバス作品。2011年9月22日にアミューズソフトよりDVDがリリースされた

## キャスト

### あの星はいつ現はれるか
- 雨宮絵ノ葉：大後寿々花
- 大隈：森岡龍
- 桝木亜子
- 今井隆文
- 雨宮透：光石研
- 雨宮果歩：富田靖子

### 命を弄ぶ男ふたり
- 島田雅人：水橋研二
- 村上要：石田法嗣
- 国富遥：佐津川愛美

### 秘密の代償
- 美和：高橋真唯
- 林剛史
- 清水大敬
- 坪田秀雄
- 生田数子：吉行由実

### 紙風船
- 夫：仲村トオル
- 妻：緒川たまき

## スタッフ
- 原作：岸田國士「あの星はいつ現はれるか」、「命を弄ぶ男ふたり」、「秘密の代償」、「紙風船」
- 監督：廣原暁（あの星はいつ現はれるか）、眞田康平（命を弄ぶ男ふたり）、吉川諒（秘密の代償）、秋野翔一（紙風船）
- 製作：浅田勇
- 脚本：吉井顕之介、後藤那穂子、古田円香、元澤英悟
- プロデューサー：山下佳奈子、牛久保舞、趙民映、山田彩友美
- 撮影・照明：北原岳志、宮本佳史、手嶋悠貴、西佐織
- 録音：渡辺一輝、宮崎圭祐、藤口諒太
- 美術：有馬佐世子、高井良崇、佐々木麗子、飯森則裕
- 編集：石井沙貴、川上響子、末松寛、片寄弥生
- 配給：東京芸術大学
- 製作：「紙風船」製作委員会（東京芸術大学、衛星劇場、アミューズ）[6]